# Coasta Pacificului
Regiunea Coasta Pacificului cuprinde țările care se învecinează cu Oceanul Pacific, în principal din Asia, Oceania și America. De asemenea, coincide aproximativ cu zona geologică Cercul de foc al Pacificului.

## Țările incluse în Coasta Pacificului
| - Asia de Est - Rusia - Japonia - Coreea de Nord - Coreea de Sud - China - Hong Kong, China - Macao - Taiwan - Asia de Sud-Est - Vietnam - Cambodia - Thailanda - Malaysia - Singapore - Brunei - Indonezia - Filipine - Timorul de Est | - Oceania (Stat suveran) - Australia - Palau - Statele Federate ale Microneziei - Papua Noua Guinee - Insulele Solomon - Nauru - Insulele Marshall - Vanuatu - Noua Zeelandă - Tuvalu - Fiji - Kiribati - Tonga - Samoa - Niue - Insulele Cook | - Oceania (Teritorii dependente) - Statele și teritoriile Australiei - Insula Norfolk - Tărâmul Noii Zeelande - Tokelau - Franța de peste mări - Noua Caledonie - Wallis și Futuna - Polinezia franceză - Teritoriile britanice de peste mări - Insulele Pitcairn - Zona insulară a Statelor Unite - Insulele Mariane de Nord - Guam - Samoa Americană - Statele Unite ale Americii - Hawaii - Chile - Insula Paștelui | - America de Nord - Canada - Statele Unite ale Americii - Mexic - America Centrală - Guatemala - El Salvador - Honduras - Nicaragua - Costa Rica - Panama - America de Sud - Columbia - Ecuador - Peru - Chile |

## Comerț
Coasta Pacificului găzduiește majoritatea celor mai aglomerate 10 porturi de containere și implică majoritatea celor mai aglomerate 50 de porturi de containere din lume, unde cele mai aglomerate implicate sunt:
| - Coreea de Sud - Busan (Locul 5) - Japonia - Yokohama (Locul 36) - Tokyo (Locul 25) - Nagoya (Locul 47) - Kobe (Locul 49) - Taiwan - Kaohsiung (Locul 12) - Hong Kong, China - Hong Kong (Locul 3) | - China - Shanghai (Locul 1) - Shenzhen (Locul 4) - Ningbo (Locul 6) - Guangzhou (Locul 7) - Qingdao (Locul 8) - Tianjin (Locul 10) - Xiamen (Locul 19) - Dalian (Locul 21) - Lianyungang (Locul 30) - Yingkou (Locul 34) | - Filipine - Manila (Locul 37) - Vietnam - Saigon (Locul 28) - Thailanda - Laem Chabang (Locul 22) - Malaysia - Portul Klang (Locul 13) - Tanjung Pelepas (Locul 16) - Singapore - Singapore (Locul 2) | - Indonezia - Jakarta (Locul 24) - Surabaya (Locul 38) - Canada - Vancouver (Locul 50) - Statele Unite ale Americii - Los Angeles (Locul 17) - Long Beach (Locul 18) - Seattle/Tacoma (Locul 48) - Panama - Balboa (Locul 43) |

## Organizații conexe
- Cooperarea Economică Asia-Pacific